# Gheorghe Mironescu
Gheorghe Mironescu (n. 28 ianuarie 1874, Vaslui — d. 9 octombrie 1949, București) a fost un politician român. Membru al Partidului Național Țărănesc, a deținut funcția de cel de-al 33-lea președinte al Consiliului de Miniștri al României de două ori: prima dată în 1930, iar a doua oară în perioada 1930–1931.

## Studii
A absolvit Facultatea de Drept (1894) și Facultatea de Litere și Filozofie (1895) ale Universității București, devenind doctor în drept (Paris, 1898), procuror pe lângă Tribunalul Ilfov (1900) și avocat al statului (1900-1901). S-a consacrat unei cariere didactice, la Facultatea de Drept din București (1903-1939). În 1938, a devenit membru de onoare al Academiei Române. Era un adept al intrării în război de partea Antantei, în vederea realizării unității naționale. A fost membru al Consiliului Național al Unității Române (Paris, 24 august/6 septembrie 1918), organism reprezentativ al intereselor naționale, agreat de puterile Antantei.

## Activitate profesională
Membru al Partidului Conservator, al Partidului Conservator-Democrat (1908), al Partidului Național Român condus de Iuliu Maniu (noiembrie 1922) și al PNȚ, rezultat prin fuziunea PNR cu Partidul Țărănesc al lui Ion Mihalache (1926). Deputat (1911) și senator (1914). Conduce ministere importante: Instrucțiune Publică (17 decembrie 1921-17 ianuarie 1922), Afaceri Străine (10 noiembrie 1928-7 iunie 1930; 13 iunie-8 octombrie 1930; 10 octombrie 1930-aprilie 1931), Finanțe (6 iunie-10 august 1932; 11 august-17 octombrie 1932), Interne (14 ianuarie-9 noiembrie 1933); vicepreședinte al Consiliului de Miniștri în guvernele Iuliu Maniu (20 octombrie 1932-12 ianuarie 1933) și Al. Vaida-Voevod (14 ianuarie-9 noiembrie 1933.
Ca ministru de Externe reprezintă România la Societatea Națiunilor (1929, 1930), unde susține ideea ministrului francez de Externe, Aristide Briand, privind federalizarea Europei. În timpul primului său mandat la conducerea Consiliului de Miniștri (7-8 iunie 1930) organizează înscăunarea principelui Carol ca rege al României (8 iunie), după refuzul fostului titular, I. Maniu, de a-și lega numele de acest act. Al doilea mandat la conducerea guvernului (10 octombrie 1930-4 aprilie 1931) este consacrat încercărilor de limitare a efectelor crizei economice mondiale asupra economiei românești.
Între măsurile sale se numără contractarea unui împrumut extern, scăderea salariilor cu 10-15% și dizolvarea Gărzii de Fier, solicitată de organismele și guvernele occidentale. A fost în continuare unul dintre fidelii colaboratori ai regelui Carol II, inclusiv la instaurarea regimului autoritar al acestuia, în 1938; ministru subsecretar de Stat (10 februarie-30 martie 1938) în guvernul patriarh Miron Cristea; consilier regal din 30 martie 1938.

## Onoruri și decorații
Gheorghe Mironescu a fost decorat de către regele Carol al II-lea cu Ordinul Ferdinand I în iunie 1930.
A fost membru de onoare al Academiei de Științe din România începând cu 3 iunie 1941.  

## Opere
- Din istoria dreptului privat roman (1896)
- Revizuirea codului de procedură civilă(1901)
- Studii juridice (1912)
- România față de războiul european (1915)
- Aperçus sur la question roumaine (1919)
- Cuvântări, Volumul 1 (1930)
- Cuvântări, Volumul 2 (1937)